# 21-ша Збаразька бригада УГА
21-ша Збаразька бригада — військове формування 4-го корпусу Української Галицької армії. 
Командир — отаман Богуслав Шашкевич.

## Відомості

Старшини 3-го гарматного полку УГА. По центру командир полку отаман Юліан Шепарович. Меджибіж, Подільська губернія, серпень 1919 року

Бригаду було сформовано у травні 1919 з тилових військових підрозділів і новобранців Збаразького й частин Тернопільського та Скалатського повітів.
Бригада не була укомплектована за штатним розписом: мала 2 курені піхоти, легкий гарматний полк (3 батареї), чоту кінноти, чоту зв'язку.
Під час Чортківської офензиви підпорядковувалася 1-у корпусу, наступала в напрямку на Тернопіль.
Після переходу УГА за Збруч у липні 1919 увійшла до складу 2-го корпусу, зайняла містечко Меджибіж (нині селище Хмельницької області). 16 серпня 1919 р. 21-ша бригада УГА і 1-ша бригада УСС вибили червоних з Шепетівки і зайняли місто. Згодом розформована, її стрільці та старшини продовжували воювати в інших військових частинах.